# Zelzal
Les missiles Zelzal ("tremblement de terre" en arabe ou en persan) sont des missiles balistiques à courte portée développés par l'Iran depuis les années 1990 sur la base du FROG-7 soviétique.

## Versions
Il y a trois versions du missile.
- Le Zelzal-1 est un missile non guidé ayant une masse de 2 950 kg et pouvant emporter une charge militaire de 600 kg à 125 km.
- Le Zelzal-2 est aussi un missile non guidé d'une masse de 3 400 kg, il peut emporter 600 kg d'explosif jusqu'à 200 km. Il est lancé à partir d'un châssis de camion 6×6 roues Mercedes-Benz, celui-ci est équipé de stabilisateurs hydrauliques qui sont descendus lors du tir.

Un tir d'essai du missile Zelzal-2 a été rapporté en septembre 2004. Il semblerait aussi que des missiles aient été tirés contre des camps de terroristes en Irak en avril 2001[réf. nécessaire].
Une version guidée du Zelzal-2 appelée Fateh A-110 aurait aussi été développée[réf. nécessaire].
- Une version Zelzal-3 a été présentée à Téhéran en septembre 1999. Sa portée serait comprise entre 150 et 200 km. Un rapport non confirmé datant de 2001 annonce l'existence d'une version améliorée dotée d'un guidage inertiel et de deux boosters. Ceux-ci porteraient son rayon d'action à 400 km[2].

### Sources
- Jane's Handbook